# Coppa Italia di pallacanestro maschile 2014
La Coppa Italia di pallacanestro maschile 2014, denominata Beko Final Eight 2014 per ragioni di sponsorizzazione, si è svolta dal 7 al 9 febbraio 2014 presso il Mediolanum Forum di Milano.
A differenza della precedente edizione, la competizione si è disputata nell'arco di tre giorni, e non quattro. I quarti di finale si sono disputati infatti interamente nella giornata del 7 febbraio.

## Squadre
Le squadre qualificate sono le prime otto classificate al termine del girone di andata della Serie A 2013-2014.
1. Enel Brindisi
2. Acqua Vitasnella Cantù
3. EA7 Emporio Armani Milano
4. Montepaschi Siena
5. Acea Roma
6. Banco di Sardegna Sassari
7. Grissin Bon Reggio Emilia
8. Umana Venezia

## Tabellone
|  | Quarti di finale 7 febbraio | Quarti di finale 7 febbraio | Quarti di finale 7 febbraio |                |                 | Semifinali 8 febbraio | Semifinali 8 febbraio | Semifinali 8 febbraio |  |  | Finale 9 febbraio | Finale 9 febbraio | Finale 9 febbraio |
|  |                             |                             |                             |                |                 |                       |                       |                       |  |  |                   |                   |                   |
|  | 1                           | N.B. Brindisi               | 83                          |                |                 |                       |                       |                       |  |  |                   |                   |                   |
|  | 8                           | Reyer Venezia               | 70                          |                |                 |                       |                       |                       |  |  |                   |                   |                   |
|  | 8                           | Reyer Venezia               | 70                          |                | 1               | N.B. Brindisi         | 80                    |                       |  |  |                   |                   |                   |
|  |                             |                             |                             |                | 1               | N.B. Brindisi         | 80                    |                       |  |  |                   |                   |                   |
|  |                             | 4                           | Mens Sana Siena             | 89             |                 |                       |                       |                       |  |  |                   |                   |                   |
|  | 4                           | 4                           | Mens Sana Siena             | 89             | Mens Sana Siena | 76                    |                       |                       |  |  |                   |                   |                   |
|  | 4                           |                             |                             |                | Mens Sana Siena | 76                    |                       |                       |  |  |                   |                   |                   |
|  | 5                           | Virtus Roma                 | 67                          |                |                 |                       |                       |                       |  |  |                   |                   |                   |
|  |                             |                             |                             |                |                 |                       |                       |                       |  |  | 4                 | Mens Sana Siena   | 73                |
|  |                             |                             | 6                           | Dinamo Sassari | 80              |                       |                       |                       |  |  |                   |                   |                   |
|  | 3                           | Olimpia Milano              | 80                          |                |                 |                       |                       |                       |  |  |                   |                   |                   |
|  | 6                           | Dinamo Sassari              | 82                          |                |                 |                       |                       |                       |  |  |                   |                   |                   |
|  | 6                           | Dinamo Sassari              | 82                          |                | 6               | Dinamo Sassari        | 92                    |                       |  |  |                   |                   |                   |
|  |                             |                             |                             |                | 6               | Dinamo Sassari        | 92                    |                       |  |  |                   |                   |                   |
|  |                             | 7                           | Pall. Reggiana              | 86             |                 |                       |                       |                       |  |  |                   |                   |                   |
|  | 2                           | 7                           | Pall. Reggiana              | 86             | Pall. Cantù     | 77                    |                       |                       |  |  |                   |                   |                   |
|  | 2                           |                             |                             |                | Pall. Cantù     | 77                    |                       |                       |  |  |                   |                   |                   |
|  | 7                           | Pall. Reggiana              | 84                          |                |                 |                       |                       |                       |  |  |                   |                   |                   |

### Tabellini

#### Quarti di finale
| Arbitri: | Guerrino Cerebuch Enrico Sabetta Alessandro Vicino |

|           |          |           |
| Green 19  | Punti    | 22 Hosley |
| Nelson 8  | Assist   | 5 Goss    |
| Ortner 10 | Rimbalzi | 8 Mbakwe  |

| Arbitri: | Carmelo Paternicò Paolo Taurino Lorenzo Baldini |

|          |          |          |
| Snaer 23 | Punti    | 19 Smith |
| Snaer 4  | Assist   | 7 Smith  |
| James 9  | Rimbalzi | 7 Smith  |

| Arbitri: | Gianluca Mattioli Roberto Begnis Mark Bartoli |

|                            |          |               |
| Aradori 16                 | Punti    | 25 White      |
| Gentile, Ragland 3         | Assist   | 6 Bell, White |
| Aradori, Leunen, Ragland 6 | Rimbalzi | 11 Bell       |

| Arbitri: | Luigi Lamonica Saverio Lanzarini Alessandro Martolini |

|                   |          |                     |
| Lawal 20          | Punti    | 24 D. Diener        |
| Gentile, Moss 5   | Assist   | 4 M. Green          |
| Langford, Lawal 8 | Rimbalzi | 6 Sacchetti, Thomas |

#### Semifinali
| Arbitri: | Luigi Lamonica Enrico Sabetta Mark Bartoli |

|                |          |           |
| Dyson 30       | Punti    | 16 Haynes |
| Dyson 4        | Assist   | 5 Nelson  |
| James, Todić 4 | Rimbalzi | 8 Nelson  |

| Arbitri: | Guerrino Cerebuch Saverio Lanzarini Lorenzo Baldini |

|              |          |            |
| T. Diener 26 | Punti    | 32 White   |
| T. Diener 5  | Assist   | 5 Kaukėnas |
| Gordon 6     | Rimbalzi | 8 White    |

#### Finale
| Arbitri: | Carmelo Paternicò Alessandro Martolini Gianluca Mattioli |

| |            | |
| Green 22                                                                                           | Punti      | 18 C. Green                                                                                              |
| Haynes 9                                                                                           | Assist     | 7 M. Green                                                                                               |
| Ortner 13                                                                                          | Rimbalzi   | 7 T. Diener, C. Green                                                                                    |
| Green, Haynes, Carter, Nelson, Ortner Ress, Janning, Viggiano, Hunter, Cournooh, Udom, Cappelletti | Formazioni | T. Diener, D. Diener, Thomas, C. Green, Tessitori M. Green, Sacchetti, Devecchi, Vanuzzo, Gordon, Chessa |
| Marco Crespi                                                                                       | Allenatori | Romeo Sacchetti                                                                                          |

## Verdetti
- Vincitrice Coppa Italia: Banco di Sardegna Sassari

Formazione: Travis Diener, Drake Diener, Omar Thomas, Caleb Green, Amedeo Tessitori, Marques Green, Brian Sacchetti, Giacomo Devecchi, Manuel Vanuzzo, Drew Gordon, Massimo Chessa. Allenatore: Romeo Sacchetti
- MVP: Travis Diener, Banco di Sardegna Sassari